# کول سیتی (ایندیانا)
کول سیتی (به انگلیسی: Coal City) یک منطقهٔ مسکونی در ایالات متحده آمریکا است که در شهرستان اوون، ایندیانا واقع شده‌است. کول سیتی ۱۹۹ متر بالاتر از سطح دریا واقع شده‌است.